# Jessica Biel
Pour les articles homonymes, voir Biel.
Jessica Biel, également appelée Jessica Timberlake depuis son mariage en 2012, est une actrice, productrice et réalisatrice américaine, née le 3 mars 1982 à Ely, dans le Minnesota.
Elle commence sa carrière en tant que chanteuse, en apparaissant dans de nombreuses productions musicales avant d'être révélée au grand public avec le rôle de Mary Camden dans la série télévisée familiale Sept à la maison, une production d'Aaron Spelling.
Au cinéma, elle remporte le Young Artist Awards de la meilleure actrice dans un second rôle dès 1997, à la suite de sa participation au film L'Or de la vie. Au début des années 2000, elle s'installe au cinéma au sein de productions destinées à un public adolescent : la satire Les Lois de l'attraction (2002) puis le film d'horreur Massacre à la tronçonneuse (2003). Elle s'essaie ensuite à des seconds rôles dans des blockbusters éreintés par la critique : Blade: Trinity (2004) et Next (2007).
Durant les années 2010, elle enchaîne les productions ouvertement commerciales : les romances chorales Valentine's Day (2010) et Happy New Year (2011) mais aussi les remakes L'Agence tous risques (2010) et Total Recall : Mémoires programmées (2012).
Finalement, en 2017, elle opère un retour télévisuel remarqué en occupant le premier rôle de la première saison de la série dramatique The Sinner (2017) qui lui vaut une citation lors des Golden Globes et lors des Primetime Emmy Awards.

## Biographie

### Enfance et formation
Ayant des origines allemande, française, anglaise, irlandaise et hongroise, Jessica Claire Biel est la fille de Kimberly Conroe, une femme au foyer et guérisseuse spirituelle et de Jonathan Biel, expert-conseil et employé chez General Electric. Elle a un frère, Justin, né en 1985.
Pendant son enfance, l'actrice pratique le foot en club au Colorado et en Californie, la gymnastique au niveau 6, la danse et le saxophone.
La famille de l'actrice déménage fréquemment pendant son enfance. Elle vit notamment dans le Texas, le Connecticut et à Woodstock avant de s’installer à Boulder, dans le Colorado. De 2000 à 2002, elle étudie à l'Université Tufts, à Medford dans le Massachusetts.

### Carrière

#### Débuts, révélation télévisuelle

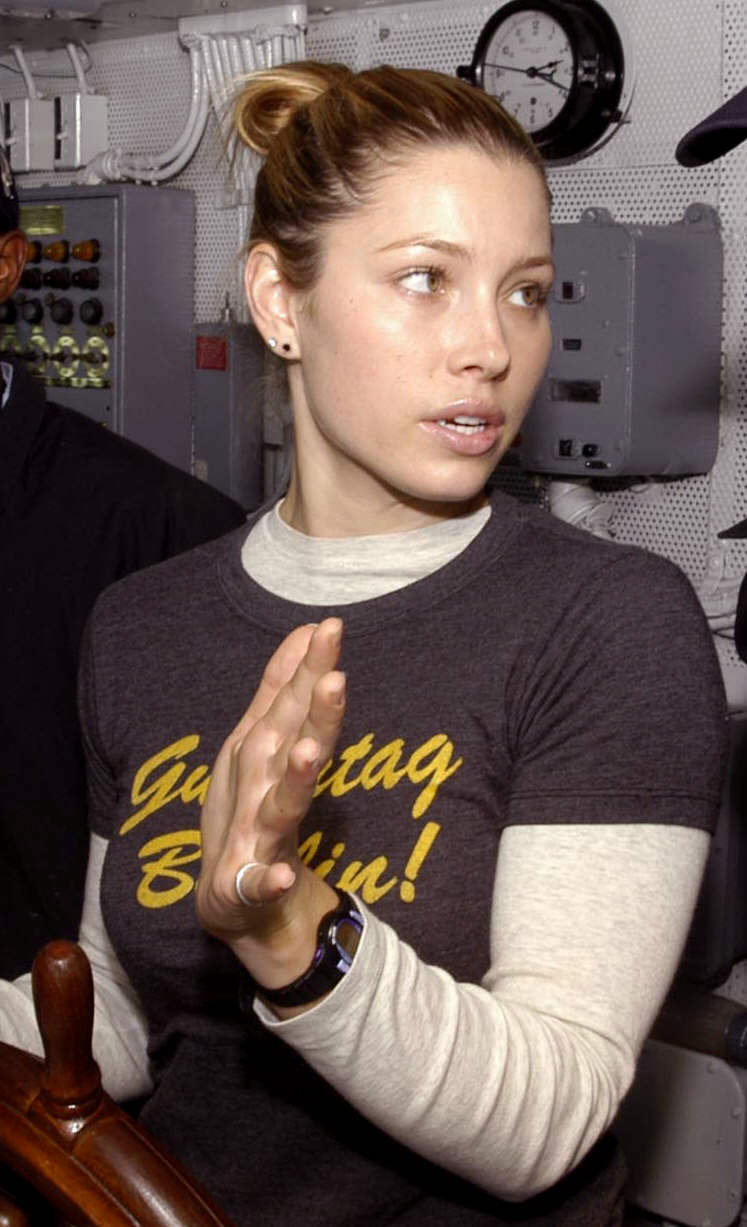
Jessica Biel à bord de l', le 18 juin 2004

Jessica Biel aspire, dans un premier temps, à devenir chanteuse et s'entraîne dans l'espoir de jouer dans des comédies musicales. Elle apparaît dans de nombreux spectacles comme La Mélodie du bonheur, Annie ou La Belle et la Bête. En 1994, elle participe à la « International Modeling and Talent Association Conference » à Los Angeles où, repérée par une agence, elle commence une carrière de mannequin et tourne quelques publicités pour de grandes marques telles que McDonalds ou Pringles.
Elle décroche son premier rôle au cinéma dans le film musical It’s a Digital World, produit et dirigé par Paul Greenberg. À 14 ans, après avoir auditionné pour plusieurs pilotes de téléfilms, le producteur de Sept à la maison, Aaron Spelling, la choisit pour interpréter le rôle de Mary Camden deux ans plus tard, ce qui la révèle au grand public.
En 1997, elle obtient le rôle de la petite fille de Peter Fonda, dans le drame L'Or de la vie, acclamé par la critique. Son interprétation est récompensée par le Young Artist Awards de la meilleure actrice dans un second rôle. Profitant d’une pause pendant le tournage de Sept à la maison, elle fait partie du casting du film I'll Be Home for Christmas. À 17 ans, elle défraie la chronique en faisant une séance photo sexy pour le magazine Gear, en mars 2000. Les producteurs de Sept à la maison sont scandalisés et intentent une action en justice contre le magazine. Elle a ensuite exprimé le regret d’avoir effectué cette séance photo, affirmant avoir été trompé sur le rendu final.
En 2001, elle joue la petite amie de Freddie Prinze Jr. dans la comédie romantique Hot Summer, avec Matthew Lillard . Souhaitant quitter son image de jeune fille sage, elle rejoint la distribution du film sulfureux Les Lois de l'attraction, en 2002. Elle y côtoie les acteurs James Van Der Beek et Ian Somerhalder. Le film reçoit des critiques mitigées et ne brille pas au box office, mais il est depuis considéré comme culte. Cette même année, elle est choisie pour être la nouvelle ambassadrice de L'Oréal, elle participe à trois campagnes publicitaires, en 2002, 2003 et 2004.

#### Cinéma commercial

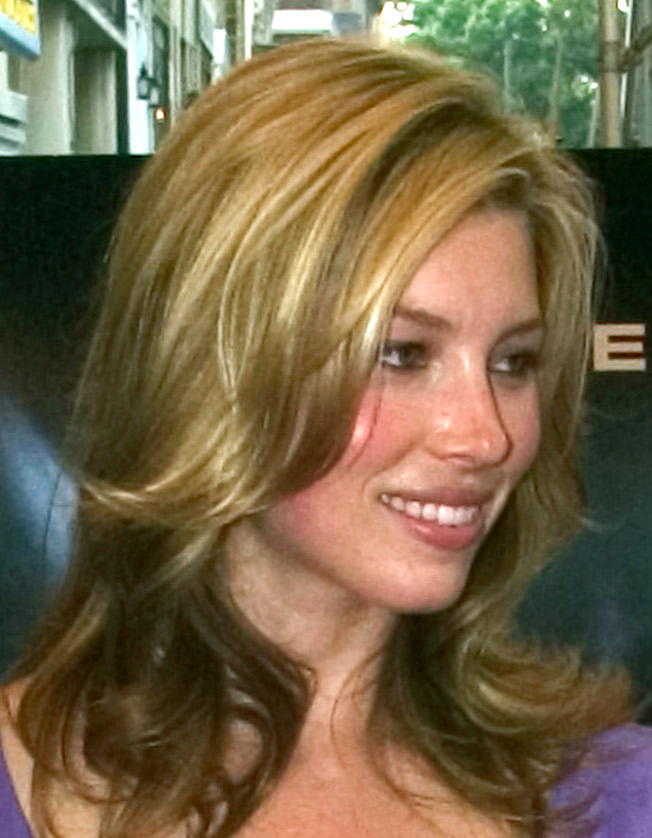
Jessica Biel, lors de l'avant-première du film Furtif, en 2005.

Elle poursuit sur sa lancée en devenant l’héroïne sexy, en 2003, du film d'horreur Massacre à la tronçonneuse, remake du film éponyme de 1974. Le film reçoit des critiques mitigées mais remporte un franc succès au box office mondial, décrochant la première place lors de sa semaine d’ouverture et engendre plus de 107 millions de dollars pour un budget « modeste » de 9,5 millions. Cette même année, elle rejoint le troisième volet de la franchise Blade, popularisée par l'acteur principal Wesley Snipes. Le film est tièdement accueilli par la critique mais est un réel succès au box office, générant près de 130 millions de dollars.
En 2004, elle se concentre sur les thrillers. Elle apparaît dans le film australien Furtif et obtient un second rôle dans Cellular, qui signe le retour sur grand écran de Kim Basinger. Le premier fait une piètre performance au box office tandis que le second est largement rentabilisé.
En 2005, elle signe sa première incursion dans la comédie romantique pour Rencontres à Elizabethtown et joue dans un film indépendant, London. Cette année-là, elle est élue femme la plus sexy du monde par le magazine Esquire. Elle considère que son physique avantageux peut lui porter préjudice. Elle pense que sa beauté dite sculpturale n'est pas toujours un atout. Dans une interview avec le magazine Elle du mois de juin 2005, elle déclare : « Un réalisateur m'a dit qu'il ne recherchait pas une femme sexy, mais plutôt une fille normale ».
En 2006, elle incarne une duchesse dans le film fantastique L'Illusionniste avec Edward Norton et Paul Giamatti. Son interprétation est saluée par la critique, elle est jugée étonnante et considérée comme la révélation du film. Elle est élue meilleure actrice lors du Festival du film de Newport Beach. Le film est également un succès commercial. Elle joue ensuite un vétéran de la guerre en Irak dans Les Soldats du désert, un drame sur les soldats qui luttent pour se réadapter à la société après avoir fait face aux difficultés de la guerre. Malheureusement, ce projet passe inaperçu. Cette année-là, elle crée avec son amie productrice, Michelle Purple, sa propre société de production, Iron Ocean Films. Leur première production est un court métrage Hole in the Paper Sky (en) récompensé à de nombreuses reprises lors de festivals de films indépendants.

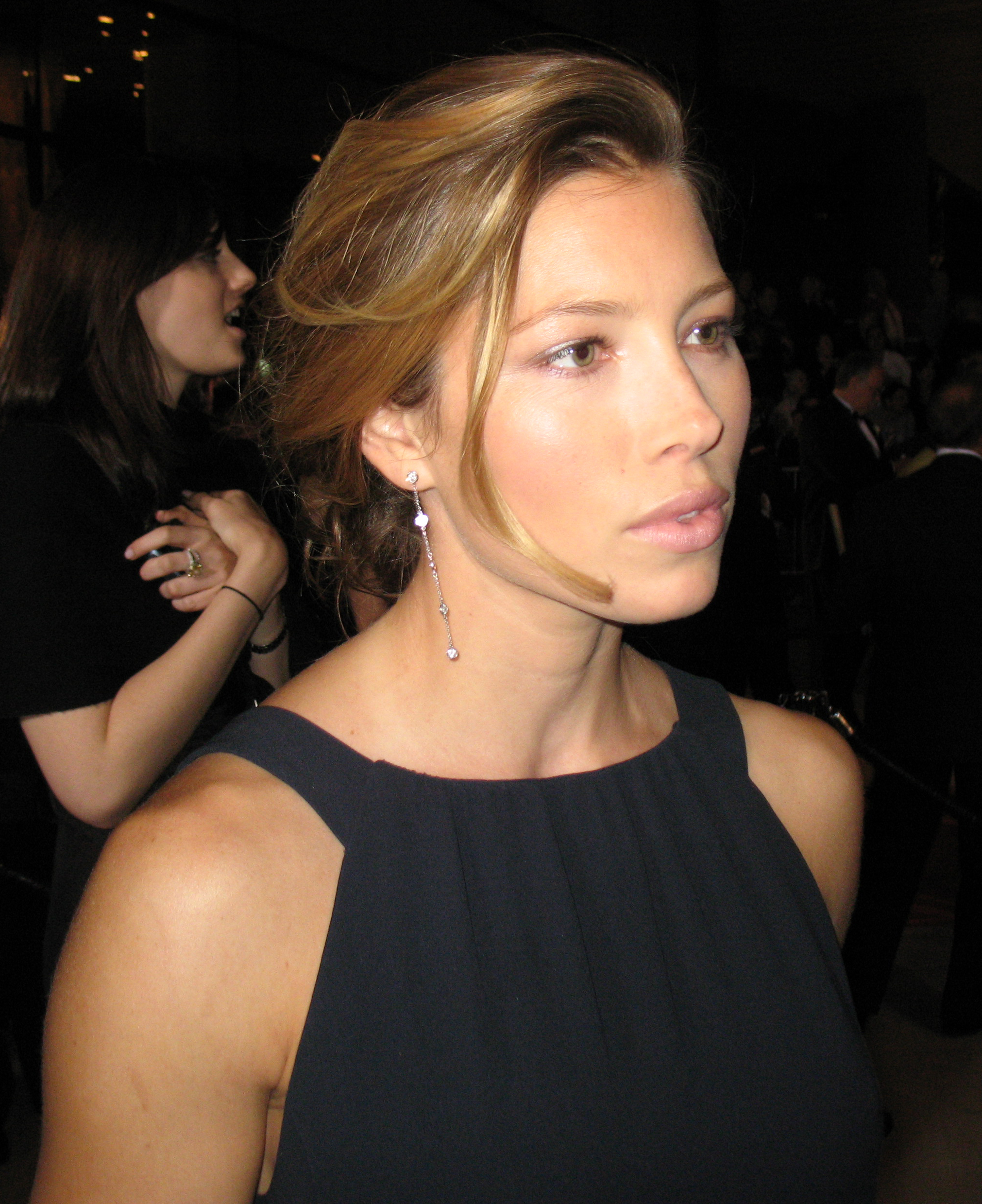
Jessica Biel au festival international du film de Palm Springs 2007.

Elle peine ensuite à retrouver un succès significatif et l’année 2007 s’avère peu fructueuse. Elle rejoint Julianne Moore et Nicolas Cage pour le film d’action fantastique Next, puis enchaîne sur la comédie Quand Chuck rencontre Larry avec Adam Sandler. Le premier rencontre un succès mitigé tandis que le second, malgré un succès commercial évident, est une déception pour la critique.
En 2008, elle joue une strip-teaseuse dans Points de rupture produit et interprété par Forest Whitaker avec Ray Liotta et Patrick Swayze. Le film sort en France en 2009. Cette année là, elle arrive première au classement des 100 femmes les plus sexy de l’année par le magazine Stuff, devançant Scarlett Johansson.
Début 2008, Jessica tourne Un mariage de rêve, une adaptation de la pièce de Noël Coward qui se déroule dans les années 1920. Elle y est notamment jugée pétillante par le prestigieux magazine Variety, et le Hollywood Reporter décrit son interprétation comme étant une force irrésistible de la nature . À noter qu’elle interprète deux chansons de la bande originale du film Mad About the Boy et When the Going Gets Tough.
En 2009, l'actrice prête sa voix au film d’animation Planète 51. Elle joue le rôle de Sarah Brown avec l’orchestre philharmonique de Los Angeles dans une version modernisée de la pièce Guys and Dolls, au Hollywood Bowl. La dernière représentation est d’ailleurs acclamée par le public. Elle continue avec le théâtre et se produit au Lincoln Center pendant deux semaines pour une version musicale du classique de Pedro Almodovar, Women on the Verge of a Nervous Breakdown avec Salma Hayek.

En 2010, elle rejoint le film choral Valentine's Day où elle incarne une célibataire déprimée qui, à la différence des autres personnages qui veulent fêter la Saint-Valentin chacun à sa façon avec l'élu/e de son cœur, organise au contraire une soirée "Anti-Saint-Valentin". Elle renouvelle l’expérience l'année suivante pour le film Happy New Year, dirigé comme son prédécesseur par Garry Marshall, rendu populaire par Pretty Woman. Ces deux productions lui permettent de renouer avec les sommets du box office, à défaut de convaincre réellement la critique. Elle est également le premier rôle féminin du film d'action L'Agence tous risques aux côtés de Liam Neeson, Bradley Cooper, Quinton Jackson et Sharlto Copley. C'est l'adaptation de la célèbre série télévisée du même nom. Le film entre directement à la seconde place du box office américain lors de sa sortie et sera rentabilisé grâce à ses performances sur le marché international. Fin d'année, Revlon la prend pour ambassadrice.

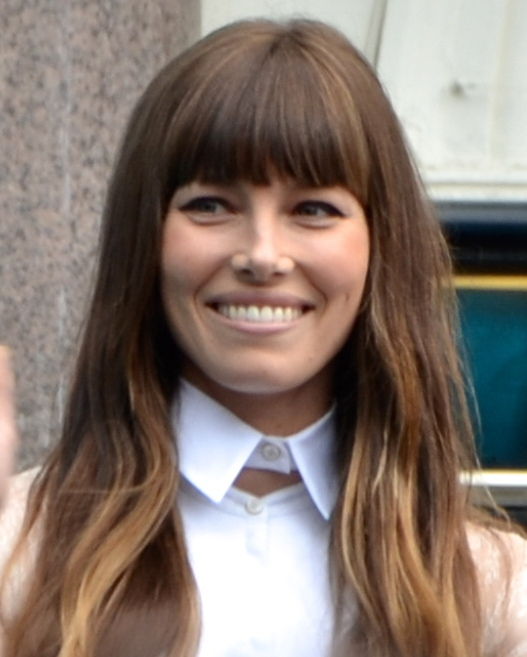
Jessica Biel, en 2012.

En 2012, elle joue dans le remake Total Recall : Mémoires programmées avec Collin Farrel et Kate Beckinsale, un carton au box office. Elle rejoint la prestigieuse distribution du biopic Hitchcock, basé sur le livre d’Alfred Hitchcock, avec Anthony Hopkins, Helen Mirren et Scarlett Johansson. Elle y incarne l’actrice Vera Miles, le film est très bien accueilli par la critique. Puis, elle rejoint Gerard Butler, Catherine Zeta-Jones et Uma Thurman pour la comédie romantique Love Coach. Elle est nommée au titre de meilleure actrice pour deux de ces films lors de la cérémonie des Teen Choice Awards.

#### Cinéma indépendant, retour télévisuel et passage à la production

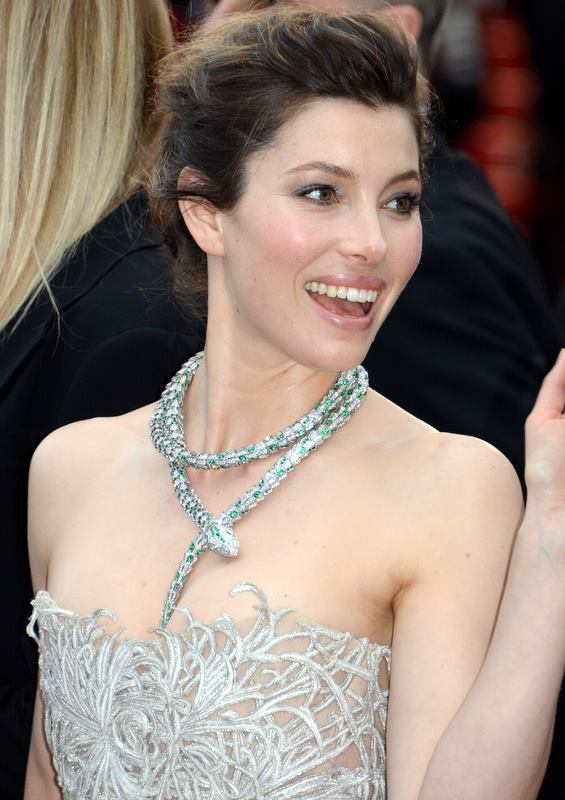
Jessica Biel, lors du Festival de Cannes 2013.

En 2013, Jessica joue dans le thriller indépendant La Vérité sur Emanuel, présenté au festival du film de Sundance. Le 18 janvier 2013, il est lauréat dans la catégorie meilleure distribution lors du Ashland Independent Film Festival. En 2014, elle retrouve Patrick Wilson pour un autre thriller A Kind of Murder, sorti dans un nombre de salles très limités, qui ne séduit ni la critique, ni les spectateurs.
En 2008, elle est dans la comédie romantique Accidental Love avec Jake Gylenhaal. En mai 2009, Jessica explique que malgré les problèmes de production, elle ne pouvait refuser ce projet étant une grande fan du réalisateur David O. Russell. Le film est finalement commercialisé en 2015, mais la critique reste de marbre. Elle continue de faire confiance aux cinéastes indépendants et intègre le drame Bleeding Heart . Elle incarne une instructrice de yoga qui rencontre pour la première fois sa sœur biologique. Le film est présenté le 17 avril 2015 au festival du film de Tribeca où il séduit la critique et l'interprétation de Jessica est à nouveau saluée, signant une interprétation intériorisée et très subtile.
En 2016, elle double l'un des personnages du film d'animation Spark avec Susan Sarandon et Hilary Swank. Elle continue d'évoluer dans le genre dramatique et joue dans The Book of Love, basé sur le livre The Devil and the Deep Blue Sea. Le film est réalisé par Bill Purple et produit par Jessica Biel. Il sort en janvier 2017.
L'année 2017 marque son retour à la télévision, elle prête ses traits à Cora Tannetti, une mère qui commet brusquement un acte de grande violence pour la série The Sinner. Ce projet est tiré d'un best-seller allemand, sorti en 2007. Elle partage l'affiche avec Bill Pullman et fait également office de productrice déléguée. La critique est emballée bien qu’elle soit dérangée par l'ambiance terrifiante, gore, lourde et oppressante,,,. Un retour télévisuel encensé donc, qui permet à l'actrice d'être citée, en 2018, pour le Golden Globe de la meilleure actrice dans une mini-série ou un téléfilm ainsi que pour le Primetime Emmy Awards dans cette même catégorie. Série adaptée au format anthologique, ce succès génère une seconde saison à laquelle Jessica Biel participe encore comme productrice mais dont le rôle principal revient à l’actrice Carrie Coon. Le programme est ensuite renouvelé pour une troisième saison, avec Matthew Bomer dans le rôle principal.
En décembre 2018, une étude basée sur les critiques de films rassemblées par le site Metacritic lui décerne cependant le titre de l'actrice hollywoodienne ayant eu la seconde plus mauvaise carrière de ces 20 dernières années, juste derrière une autre actrice ayant beaucoup misé sur sa plastique, Jessica Alba.
En 2019, forte de ce succès en tant que productrice, elle poursuit dans le registre de la mini-série, cette fois-ci pour la plateforme Facebook Watch, en occupant le premier rôle de Limetown,. La série raconte l'histoire de Lia Haddock, une journaliste qui tente de résoudre une affaire impliquant la disparition des 300 habitants de la petite ville de Limetown. Elle y évolue aux côtés de Stanley Tucci, Marlee Matlin, John Beasley et Sherri Saum.

### Vie personnelle
De 1998 à 2001, Jessica Biel fréquente l'acteur Adam LaVorgna, elle le présente au producteur de Sept à la maison qui lui offre alors un rôle.
De 2001 à 2006, elle partage la vie de l'acteur Chris Evans, avec qui elle tourne à deux reprises.
Depuis janvier 2007, Jessica Biel est la compagne de l'acteur et chanteur Justin Timberlake. Après une pause de mars 2011 à octobre 2011, ils se fiancent en décembre de la même année et se marient en octobre 2012 en Italie. Le couple a deux fils, Silas Randall Timberlake, né le 11 avril 2015 et Phineas Timberlake, né en juillet 2020.
Depuis son union avec Justin Timberlake, elle utilise dans sa vie privée le nom de Jessica Timberlake,.

### Engagements caritatifs
En 2005, Jessica Biel et son père Jon créent le site internet « Make The Difference Network », regroupant de nombreuses associations caritatives auxquelles il est possible de faire des dons en ligne, site maintenant fermé.
En 2006, l'actrice met aux enchères un dîner en tête-à-tête avec elle pour permettre à une jeune amputée de payer l'opération dont elle a besoin. La vente aux enchères permet de récolter 30 000 dollars.
En 2010, elle grimpe au sommet du Kilimandjaro avec des membres de l'ONU pour sensibiliser à la crise mondiale de l'eau. Cette même année, elle remporte une nomination pour un prix Do Something qui récompense les engagements.
En 2014, après avoir vu le documentaire Blackfish, elle devient le porte-parole de Peta pour interpeller SeaWorld sur les conditions discutables de la captivité des orques dans leurs parcs.
Jessica Biel s'est également associée à l’organisation Woman Care Global pour élaborer des contenus destinés à l’éducation sexuelle des filles.

## Filmographie
Sauf indication contraire, les informations mentionnées dans cette section peuvent être confirmées par les bases de données cinématographiques IMDb et Allociné,  présentes dans la section « Liens externes ».

### En tant qu'actrice

#### Cinéma
- 1994 : It's a Digital World de Paul Greenberg : Regrettal
- 1997 : L'Or de la vie (Ulee's Gold) de Victor Nuñez : Casey Jackson
- 1998 : Sacré père Noël (I'll Be Home for Christmas) d'Arlene Sanford : Allie
- 2001 : Hot Summer (Summer Catch) de Michael Tollin : Tenley Parrish
- 2002 : Les Lois de l'attraction (The Rules of Attraction) de Roger Avary : Lara
- 2003 : Massacre à la tronçonneuse (The Texas Chainsaw Massacre) de Marcus Nispel : Erin
- 2004 : Cellular de David R. Ellis : Chloe
- 2004 : Blade: Trinity de David S. Goyer : Abigail Whistler
- 2005 : Furtif (Stealth) de Rob Cohen : le lieutenant Kara Wade
- 2005 : London de Hunter Richards : London
- 2005 : Rencontres à Elizabethtown (Elizabethtown) de Cameron Crowe : Ellen Kishmore
- 2006 : L'Illusionniste (The Illusionist) de Neil Burger : Sophie von Täschen
- 2006 : Les Soldats du désert (Home of the Brave) d'Irwin Winkler : Vanessa Price
- 2007 : Next de Lee Tamahori : Liz Cooper
- 2007 : Quand Chuck rencontre Larry (I Now Pronounce You Chuck and Larry) de Dennis Dugan : Alex McDonough
- 2008 : Hole in the Paper Sky de Bill Purple : Karen Watkins (court métrage - également productrice)
- 2008 : Un mariage de rêve (Easy Virtue) de Stephan Elliott : Larita Huntington
- 2009 : Points de rupture (Powder Blue) de Timothy Linh Bui : Rose-Johnny
- 2009 : Guys and Dolls at the Hollywood Bowl de Kenneth Shapiro : Sarah Brown
- 2010 : Valentine's Day de Garry Marshall : Kara Monahan
- 2010 : L'Agence tous risques (The A-Team) de Joe Carnahan : Carissa Sosa
- 2011 : Happy New Year (New Year's Eve) de Garry Marshall : Tess Byrne
- 2012 : The Secret (The Tall Man) de Pascal Laugier : Julia Denning (également productrice exécutive)
- 2012 : Total Recall : Mémoires programmées (Total Recall) de Len Wiseman : Melina
- 2012 : Hitchcock de Sacha Gervasi : Vera Miles
- 2012 : Love Coach (Playing for Keeps) de Gabriele Muccino : Stacie
- 2013 : La Vérité sur Emanuel (The Truth About Emanuel) de Francesca Gregorini : Linda
- 2015[66] : L'Amour par accident (Accidental Love) de David O. Russell : Alice Eckle
- 2015 : Bleeding Heart de Diane Bell : May
- 2016 : The Book of Love (The Devil and the Deep Blue Sea) de Bill Purple : Penny Herschel (également productrice)
- 2016 : A Kind of Murder (en) d'Andy Goddard : Clara Stackhouse
- 2017 : Shock and Awe de Rob Reiner : Lisa

#### Séries télévisées
- 1996-2007 : Sept à la maison (7th Heaven) : Mary Camden (134 épisodes)
- 2009 : Saturday Night Live : Jessica Rabbit (saison 34, épisode 17, non créditée)
- 2014 : New Girl : Kat (saison 4, épisode 1)
- 2017 : The Sinner : Cora Tannetti (8 épisodes, également productrice)
- 2019 : Limetown : Lia Haddock (rôle principal - également productrice exécutive)
- 2022 : Candy : Candy Montgomery (rôle principal - également productrice exécutive)
- 2025 : The Better Sister : Chloe

#### Clips
- 2001 : Fly Away from Here du groupe Aerosmith, réalisé par Joseph Kahn : la femme
- 2018 : Man of the Woods de Justin Timberlake, réalisé par Paul Hunter

#### Doublage

##### Films d'animation
- 2009 : Planète 51 (Planet 51) de Jorge Blanco, Javier Abad et Marcos Martínez : Neera (voix originale)
- 2016 : Spark : L'Héritier de la planète des singes (Spark: A Space Tail) d'Aaron Woodley : Vix (voix originale)

##### Téléfilm d'animation
- 2018 : Pete the Cat: A Very Groovy Christmas de Van Partible et Bernie Petterson (voix originale)

##### Séries d'animation
- 2004 : Johnny Bravo : Jessica Biel[n 2] (voix originale - saison 4, épisode 1)
- 2005 et 2013 : Les Griffin (Family Guy) : Brooke (voix originale - saison 1, épisode 7 et saison 11, épisode 12)
- 2016-2018 : BoJack Horseman : Jessica Biel[n 2] (voix originale - 5 épisodes)
- 2018-2019 : Pete the Cat : Bonnie Burrow / Becky Burrow / Mrs. Burrow (voix originale - 6 épisodes)

### En tant que productrice
- 2013 : The Short Game de Josh Greenbaum (court métrage)
- depuis 2017 : The Sinner (série télévisée)
- depuis 2021 : Cruel Summer (série télévisée)

### En tant que réalisatrice
- 2010 : Sodales (court métrage)

## Distinctions

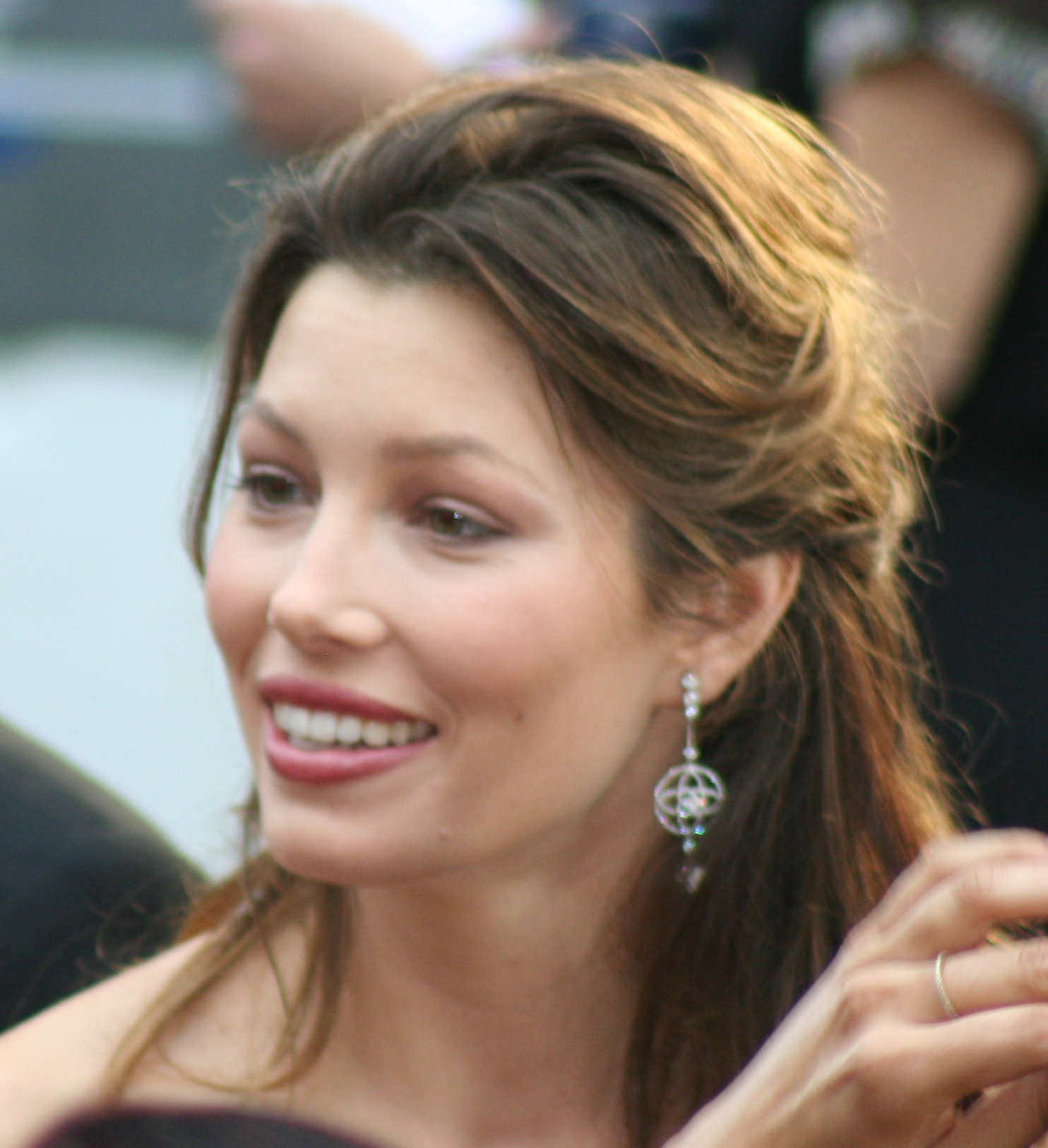
Jessica Biel, lors de la 88e cérémonie des Oscars, en 2016.

Sauf indication contraire, les informations mentionnées dans cette section peuvent être confirmées par la base de données cinématographiques IMDb,  présente dans la section « Liens externes ».

### Récompenses
- 1998 : Young Artist Awards de la meilleure performance pour une jeune actrice dans un drame pour L'Or de la vie (1998).
- ShoWest Award 2005 : Meilleure actrice de demain.
- 2006 : Festival du film de Newport Beach de la meilleure actrice dans un drame fantastique pour L'Illusionniste (2006).
- Festival international du film de Palm Springs 2007 : Lauréate du Prix de la meilleure révélation.
- Scream Awards 2007 : Lauréate du Prix Fantasy Fox de la meilleure actrice dans un drame fantastique pour L'Illusionniste (2006).
- Spike TV Guys Choice Awards 2010 : Lauréate du Prix Holy Grail.
- 2011 : Alliance of Women Film Journalists Awards de l'actrice ayant le plus besoin d'un nouvel agent pour Happy New Year (2011).
- 2013 : Ashland Independent Film Festival de la meilleure distribution dansun thriller dramatique pour La Vérité sur Emanuel (2013) partagée avec Kaya Scodelario, Alfred Molina, Frances O'Connor, Jimmi Simpson et Aneurin Barnard.

### Nominations
- 1998 : Young Artist Awards de la meilleure actrice dans une série télévisée dramatique pour Sept à la maison (1996-2007).
- 1998 : YoungStar Awards de la meilleure actrice dans une série télévisée dramatique pour Sept à la maison (1996-2007).
- 1999 : Young Artist Awards de la meilleure distribution dans une série télévisée dramatique pour Sept à la maison (1996-2007) partagée avec Beverley Mitchell, Barry Watson, David Gallagher et Mackenzie Rosman.
- 1999 : YoungStar Awards de la meilleure distribution dans une série télévisée dramatique pour Sept à la maison (1996-2007) partagée avec Beverley Mitchell, Barry Watson, David Gallagher et Mackenzie Rosman.
- 2002 : Teen Choice Awards de la meilleure actrice dans une série télévisée dramatique pour Sept à la maison (1996-2007).
- 2003 : Teen Choice Awards de la meilleure actrice dans une série télévisée dramatique pour Sept à la maison (1996-2007).
- 2004 : Fangoria Chainsaw Awards de la meilleure actrice dans un film d'horreur pour Massacre à la tronçonneuse (2003).
- 2004 : MTV Movie Awards de la meilleure révélation féminine dans un film d'horreur pour Massacre à la tronçonneuse (2003).
- 30e cérémonie des Saturn Awards 2004 : Meilleure actrice dans un film d'horreur pour Massacre à la tronçonneuse (2003).
- 2007 : Prism Award de la meilleure actrice dans un drame d'action pour Les Soldats du désert (Home of the Brave) (2006).
- 9e cérémonie des Teen Choice Awards 2007 : Meilleure actrice dans un drame d'action pour Les Soldats du désert (Home of the Brave) (2006).
- 2008 : MTV Movie Awards de la meilleure interprétation féminine dans une comédie pour Quand Chuck rencontre Larry '(2007).
- 28e cérémonie des Razzie Awards 2008 :
  - Pire actrice dans un second rôle dans une comédie pour Quand Chuck rencontre Larry '(2007).
  - Pire couple partagée avec Adam Sandler et Kevin James dans une comédie pour Quand Chuck rencontre Larry '(2007).
- 2009 : Sannio Film Festival de la meilleure actrice dans une comédie romantique pour Un mariage de rêve (2008).
- 15e cérémonie des Teen Choice Awards 2010 : Meilleure actrice dans un drame romantique pour Valentine's Day (2010).
- 2013 : Fangoria Chainsaw Awards de la meilleure actrice dans un drame d'horreur pour The Secret (2012).
- 12e cérémonie des Teen Choice Awards 2013 : Meilleure actrice dans un second rôle dans une comédie romantique pour Love Coach (Playing for Keeps) (2012) et dans un film d'aventure pour Total Recall : Mémoires programmées (Total Recall) (2012).
- 13e cérémonie des Razzie Awards 2013 : Meilleure actrice dans un second rôle dans une comédie romantique pour Love Coach (Playing for Keeps) (2012) et dans un film d'aventure pour Total Recall : Mémoires programmées (Total Recall) (2012).
- 23e cérémonie des Critics' Choice Movie Awards 2018 : Meilleure actrice dans une mini-série ou un téléfilm pour The Sinner (2017).
- 76e cérémonie des Golden Globes 2018 : Meilleure actrice dans une mini-série ou un téléfilm pour The Sinner (2017).
- 2018 : Gold Derby Awards de la meilleure actrice dans une mini-série ou un téléfilm pour The Sinner (2017).
- 2018 : International Online Cinema Awards de la meilleure actrice dans une mini-série ou un téléfilm pour The Sinner (2017).
- 2018 : National Film and Television Awards de la meilleure actrice dans une mini-série ou un téléfilm pour The Sinner (2017).
- 2018 : Online Film & Television Association Awards de la meilleure actrice dans une mini-série ou un téléfilm pour The Sinner (2017).
- 70e cérémonie des Primetime Emmy Awards 2018 : Meilleure actrice dans une mini-série ou un téléfilm pour The Sinner (2017).
- 2022 : Hollywood Critics Association Television Awards de la meilleure actrice dans une mini-série ou un téléfilm pour  Candy (2023).
- 27e cérémonie des Satellite Awards 2023 : Meilleure actrice dans une mini-série ou un téléfilm pour  Candy (2023).

## Voix francophones
En France, Julie Turin est la voix française régulière de Jessica Biel. Marie Zidi et Vanina Pradier l'ont également doublée respectivement à six et quatre reprises.
Au Québec, Camille Cyr-Desmarais est la voix québécoise régulière de l'actrice.